# Otto Bremer (naturaliste)
Pour les articles homonymes, voir Otto Bremer et Bremer.
Otto Vassilievitch Bremer (1812-11 novembre 1873) est un naturaliste et entomologiste allemand, sujet de l'Empire russe.

## Biographie
Il publia Neue Lepidopteren aus Ost-Sibirien und dem Amur Lande, gesammelt von Radde und Maack, beschrieben von Otto Bremer. Bull. Sci. Acad. Sci. St.Petersbourg, 3(7): 461-496 (1861) et Lepidopteren Ost-Sibiriens (East Siberia), insbesondere der Amur-Landes, gesammelt von den Herren G.Radde, R.Maack und P.Wulfius. Mem. de l'Acad. imp. des Sci. St.-Petersbourg, 7 ser., 8(1): 103 p (1864).
La collection de Bremer est conservée au Muséum de l'Académie des sciences de Saint-Pétersbourg où il vivait.
On lui doit la description de nombreux insectes et en particulier de papillons. Bremer est également membre de l'Académie russe des Beaux-Arts en architecture. On lui doit des dessins de constructions de façades de Saint-Pétersbourg, comme celle du 21 rue Pestel.